# Historikerstreit
La Historikerstreit (en català Disputa dels historiadors) va ser un debat intel·lectual i polític que va tenir lloc en l'antiga República Federal d'Alemanya (RFA, Alemanya Occidental) a mitjans dels vuitanta, i que va girar entorn de la interpretació de l'esdevenir polític d'Alemanya durant el nazisme, i a com s'havia d'entendre el sorgiment de tal ideologia i el seu ascens al poder en la dècada dels anys trenta del segle xx. A principis del segle XXI ha sorgit de nou la polèmica, després de la concessió d'un premi literari a Ernst Nolte, qui va ser un dels primers a publicar i mantenir tesis revisionistes pel que fa al tema. El centre de la disputa va ser protagonitzada per Nolte i el filòsof alemany Jürgen Habermas, qui es va oposar a les tesis del primer.

## Origen
Si bé l'origen directe del debat va anar a causa de la publicació d'un article de Nolte en el Frankfurter Allgemeine Zeitung sota el títol Die Vergangenheit, die nicht vergehen will (El passat que no vol ser oblidat) el 6 de juny de 1986 (data significativa per ser l'aniversari del Desembarcament de Normandia), quasi des de la immediata postguerra es venia intentat resoldre la qüestió del nacionalsocialisme i el que es va cridar la catàstrofe alemanya.
Des de la historiografia conservadora alemanya s'havia creat la imatge de la història d'Alemanya com un camí (sonderweg) pel qual es desenvolupava l'estat i la societat alemanyes, una concepció de fort signe historicista i conservador, en el qual no havia lloc per al nazisme, que era considerat per aquests historiadors (Gerhard Ritter entre altres) com alguna cosa fora d'eixe camí, producte d'un grup de criminals. En la dècada dels anys seixanta, va causar gran impacte una obra de l'historiador alemany Fritz Fischer sobre la Primera Guerra Mundial, en la qual mantenia la tesi que el segon Reich alemany va portar a terme una política militarista i bel·ligerant que va provocar la contesa de 1914-1918. En aquesta mateixa línia s'observava que el nazisme no estava fora del camí alemany, sinó que era una conseqüència inevitable del desenvolupament d'eixa política. Aquesta tesi va ser mantinguda i confirmada per treballs posteriors com els de Hans Rosenberg, que van revolucionar la historiografia alemanya del moment asseient les bases de l'anomenada Història Social Alemanya.
La historiografia conservadora va reaccionar davant aquestes noves tesis i es va desenvolupar la idea que els crims del nazisme eren una reacció als crims de Stalin a la Unió Soviètica, i fins i tot que el totalitarisme era producte de la barbàrie asiàtica introduïda a Europa. Historiadors com Andreas Hillgruber i Michael Stürmer defensaven aquesta postura poc inclinada a acceptar que el nazisme fóra la culminació de la trajectòria històrica d'Alemanya des de finals del XIX i principis del XX. En aquest ambient va ser publicat l'article de Nolte i es va desencadenar la polèmica.

## Usos Públics de la Història
Un dels més importants fruits d'aquest debat, i de les reflexions tant en l'àmbit polític, historiogràfic i filosòfic, va ser el terme encunyat per Habermas, ús públic de la Història, que ha suposat un dels eixos centrals per a l'estudi i investigacions historiogràfiques en l'actualitat.